# Qi gong
Qi gong (vereenvoudigd Chinees: 气功; traditioneel Chinees: 氣功; pinyin: qì gōng, Japans 'kiko of ki-ko') (uitspraak: tsjie ghong) is een onderdeel van de Chinese leer, die men zich aanleert om de lichamelijke en geestelijke gezondheid te behouden en te verbeteren.
Qi-gongoefeningen zijn meestal opzichzelfstaande oefeningen waarbij men de lichaamsdelen volgens een voorgeschreven patroon beweegt, en deze bewegingen enige malen herhaalt, alvorens men naar een volgende beweging overstapt. Een qi-gongoefening kan ook statisch zijn, waarbij een staande of zittende houding langere tijd wordt aangehouden. Verder wordt de nadruk gelegd op ademhalingsoefeningen.
Het herhaaldelijk bewegen en correct ademhalen wordt geacht de stroming van qi (levensenergie) in het lichaam positief te beïnvloeden. Elk lichaamsdeel (met de nadruk op interne organen) wordt geacht een zekere mate van qi te hebben. De qi in alle lichaamsdelen is, als ze gezond zijn, in balans. Door het uitvoeren van de qi-gongoefeningen poogt men deze balans te onderhouden of te herstellen.
David Aikman schreef dat, in tegenstelling tot het Westen, waar velen van mening zijn dat qi gong een subjectief, newageachtig concept is dat niet wetenschappelijk geverifieerd kan worden, een groot deel van China's wetenschappelijk establishment het bestaan van qi heeft erkend.
Reproduceerbare heilzame effecten van qi gong aangaande hartslag en immuunsysteem werden opgetekend. (Lee 2005)